# Offenbarung des Johannes
| Neues Testament |
| --- |
| Evangelien |
| - Matthäus - Markus - Lukas - Johannes |
| Apostelgeschichte |
| Paulusbriefe |
| - Römer - 1. Korinther - 2. Korinther - Galater - Epheser - Philipper - Kolosser - 1. Thessalonicher - 2. Thessalonicher - 1. Timotheus - 2. Timotheus - Titus - Philemon - Hebräer |
| Katholische Briefe |
| - Jakobus - 1. Petrus - 2. Petrus - 1. Johannes - 2. Johannes - 3. Johannes - Judas                                                                                                 |
| Offenbarung |

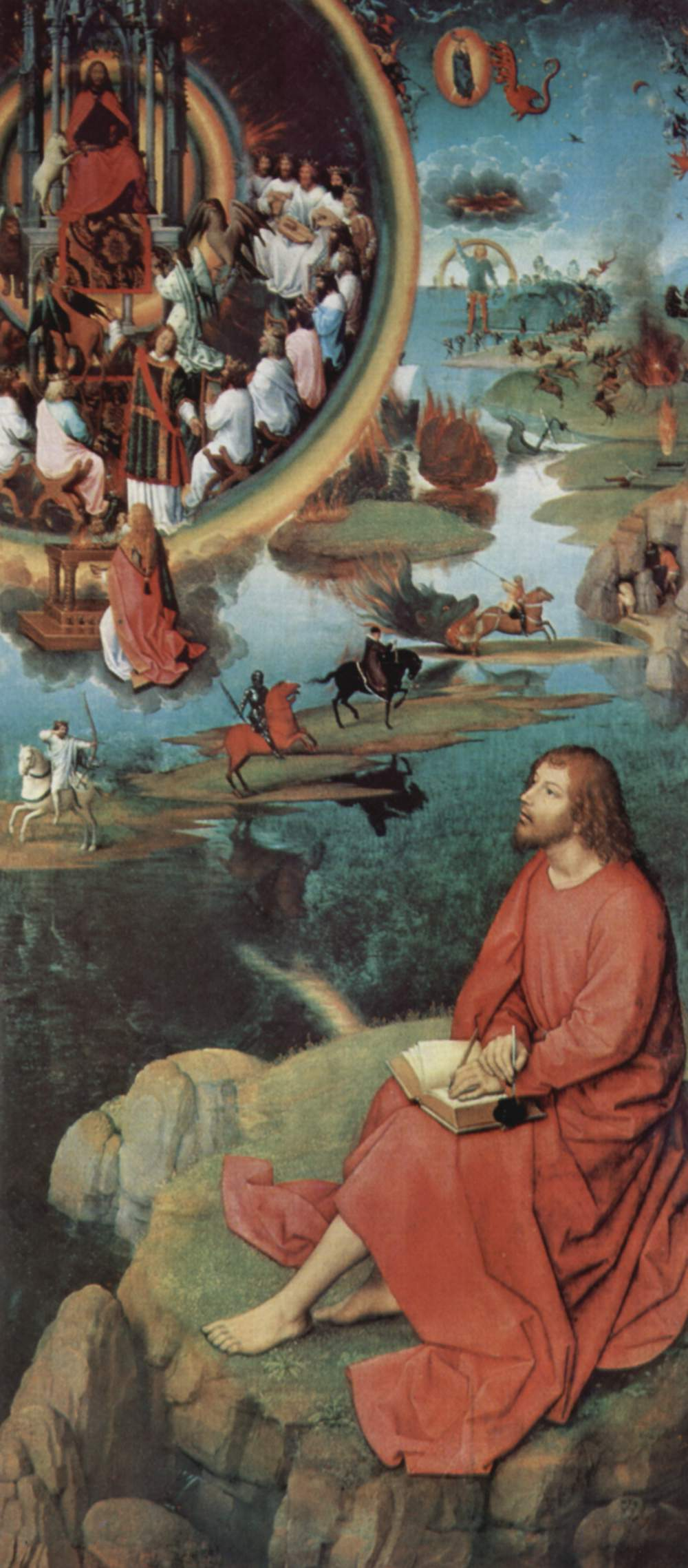
Johannes schaut auf Patmos die Visionen der Offenbarung, Altarbild von Hans Memling, 1479

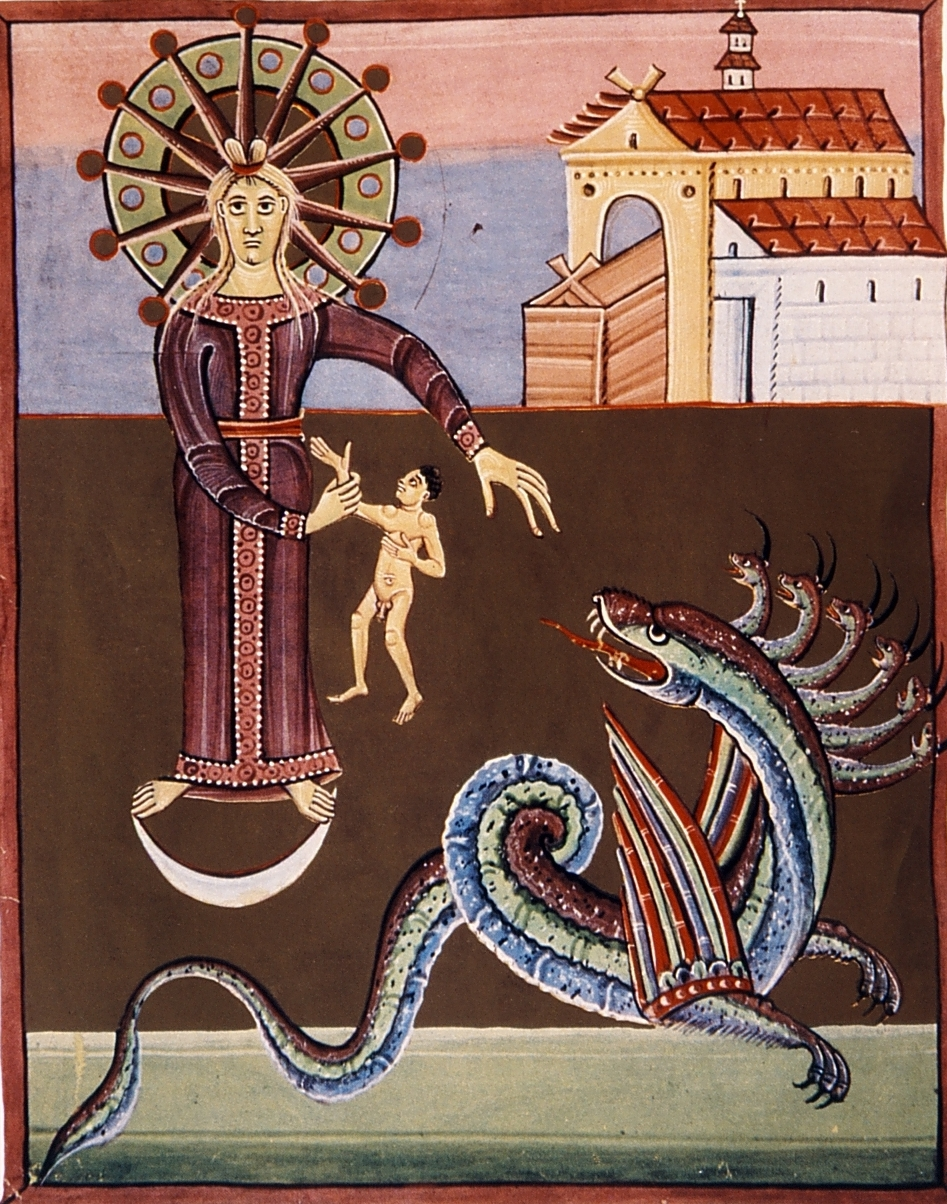
Die apokalyptische Frau und der Drache, Bamberger Apokalypse (um 1000), Staatsbibliothek Bamberg, Msc.Bibl.140, fol. 29v; vgl.

Die Offenbarung des Johannes (nach manchen Übersetzungen: „Die Offenbarung Jesu Christi durch Johannes“) oder die Apokalypse (nach Offb 1,1 , altgriechisch ἀποκάλυψις apokalypsis, wörtlich „Enthüllung“) ist das letzte Buch des Neuen Testaments. Es ist das einzige prophetische Buch des Neuen Testaments und gehört zusammen mit dem alttestamentlichen Danielbuch zu den einzigen beiden apokalyptischen Schriften der christlichen Bibel.
Die Offenbarung diente für unterdrückte Christen als eine Trost- und Hoffnungsschrift während der Christenverfolgungen im Römischen Reich.
Der Verfasser Johannes richtet sich als Ich-Erzähler in Form eines Briefes zunächst in den Sieben Sendschreiben innerhalb der Offenbarung an sieben Gemeinden in Kleinasien im östlichen Hinterland von Ephesus. Diese wurden vom Apostel Paulus theologisch geprägt und litten nun unter Verfolgung oder zumindest unter starken Einschränkungen. Seit der im Mittelalter durchgeführten Kapiteleinteilung der Bibel wird die Offenbarung des Johannes in 22 Kapitel unterteilt.

## Verfasser
In der frühen Kirche war man seit dem zweiten Jahrhundert überzeugt, dass es sich bei dem Ich-Erzähler Johannes um den Apostel Johannes (Joh 21,2) bzw. den Autor des Johannesevangeliums, also den Evangelisten Johannes handele. In der Ostkirche war dies umstritten, und die Offenbarung war dort lange Zeit kein Teil der kanonischen Schriften.
Papias († um 140) schrieb dem Buch einen apostolischen Ursprung zu, ebenso Justin der Märtyrer († 165): „Ferner hat einer, der bei uns war, Johannes hieß und zu den Aposteln Christi gehörte, in einer Offenbarung prophezeit.“ Irenäus († um 200) sagt ausdrücklich, dass der Apostel Johannes Verfasser der Offenbarung gewesen sei, auch Clemens von Alexandria († um 215) und Tertullian († nach 220) bestätigen das. Origenes († um 254) schrieb: „Johannes endlich, der an der Brust Jesu gelegen, hinterließ ein Evangelium. […] Er schrieb die Apokalypse.“
Diese Auffassung wird in der heutigen kontinentaleuropäischen Exegese praktisch nicht mehr vertreten (vgl. aber unten Datierung). Als Argumente werden sprachliche, inhaltliche und formale Abweichungen angeführt. Der Verfasser der Offenbarung nehme keine Paulus vergleichbare apostolische Autorität für sich in Anspruch. Er nennt dafür „dreimal seinen Namen“ (1,4 ; 1,9 ; 22,8 ), während es der Autor des Johannesevangeliums vermeide, seinen Namen zu nennen.
Der Verfasser gilt heute mehrheitlich als frühchristlicher Prophet, der sich zu einer Gruppe von Propheten zählt; so spricht er von seinen „Brüdern, den Propheten“ (22,9 ). Sprache und Gedankenwelt weisen auf eine Herkunft aus dem palästinischen Judenchristentum hin. Im Text selbst beschreibt er, dass er auf der Insel Patmos vor Ephesus in der Verbannung gelebt hat (1,9). Daher heißt dieser Johannes der Offenbarung im englischen Sprachraum auch Johannes von Patmos (John of Patmos).
Der Althistoriker Theodor Mommsen schrieb in seinem Werk Das römische Imperium über „das Auftreten eines falschen Nero in den letzten Jahren Vespasians“. Dieser sei derjenige, der zu der Offenbarung Johannis den Anstoß gegeben habe. „Der ‚falsche Nero‘, in Wirklichkeit ein gewisser Terentius Maximus aus Kleinasien, aber in Antlitz und Stimme und Künsten dem Sängerkaiser täuschend ähnlich, fand nicht bloß Zulauf in dem römischen Gebiet am Euphrat, sondern auch Unterstützung bei den Parthern. […] Indes es hatte dies keine Folgen; vielmehr lieferte bald darauf die parthische Regierung den Prätendenten an Kaiser Domitianus aus.“

## Empfänger
Die Schrift ist in Form eines Briefes verfasst und richtet sich mit den sieben Sendschreiben im 2. und 3. Kapitel an sieben christliche Gemeinden in Kleinasien: Ephesus, Smyrna, Pergamon, Thyatira, Sardes, Philadelphia und Laodizea (1,11 ). Die Seligpreisungen und der Buchabschluss sowie die Symbolik der Siebenzahl legen jedoch nahe, einen weiteren Adressatenkreis anzunehmen.

## Datierung
Bis gegen Ende des 19. Jahrhunderts galt in Interpretation und Forschung im Allgemeinen die heute so genannte Frühdatierung zur Entstehung der Apokalypse. Noch heute liest man bei Berger/Nord: Dass „Jerusalem noch nicht zerstört ist, legt […] eine Entstehung vor 70 n. Chr. nahe. Da andererseits Nero bekannt ist und als Gegenbild zu Jesus gesehen wird, scheint eine Datierung auf 68/69 n. Chr. plausibel.“
Diese Datierung geht auch mit der Vermutung einher, dass ein Zusammenhang zwischen den vier apokalyptischen Reitern und den vier Zirkusparteien der römischen Wagenlenker besteht. Laut dem Theologen Karl-Heinrich Ostmeyer stellten diese Parteien eine allgemein verständliche Bezugsgröße dar, welche sich zur Versinnbildlichung für den Apokalyptiker Johannes anbot.
Im Standardwerk Kritisch-exegetischer Kommentar über das Neue Testament (KEK), 6. Auflage 1906, schrieb Wilhelm Bousset:
„Alle diese Kommentatoren [des 19. Jahrhunderts] gehen von der entscheidenden Beobachtung aus, daß Apk 11 von der Erhaltung des Tempels die Rede ist […]. Demgemäß muß die Apk, von deren Einheit man überzeugt ist […], vor der Zerstörung Jerusalems geschrieben sein. Man erkennt richtig, daß die Apk im Wesentlichen sich gegen Rom richtet, man hält an der Nerodeutung fest und geht mit der Zählung der sechs Häupter entweder bis Galba oder mit der Überspringung des Interregnums bis Vespasian. [… So] stand die literarische Einheit der Apk lange Zeit als Axiom fest.“
Auch Friedrich Engels datierte die Offenbarung 1883 auf die Regierungszeit Galbas (9. Juni 68 bis 15. Januar 69).
Diese Vorstellung der Apokalypse als eines einheitlichen Werks, verfasst von einem einzigen Autor, wurde erstmals 1820 von Bleek infrage gestellt, der annahm, „daß der erste Teil vor der Zerstörung, der zweite nach derselben geschrieben sei“. Erst „Völter – auf Anregung seines Lehrers Weizsäcker (1882) – [trat] mit einer bis ins einzelne gehenden Quellenscheidung der Apk auf. (1904)“.
Diese Quellenscheidung und die Annahme von zu verschiedenen Zeiten entstandenen Teilen der Offenbarung regte eine Flut von (vielfach parallel erstellten) Forschungsarbeiten an, von denen Bousset eine hervorhebt: Johannes Weiß: Die Offenbarung des Johannes, 1904, die sich vor allem an Spittas Versuch anlehne, einen christlichen Urapokalyptiker in der Offenbarung nachzuweisen, und neben einer „Urapokalypse […] der zweiten Hälfte der 60er Jahre […] eine jüdische Apokalypse, die im Jahre 70 während des Ansturms der Römer auf Jerusalem geschrieben wurde“, kenne, vereinigt von einem „Redaktor, […] ein Schriftsteller der selbst etwas zu sagen hat; dieser Apok. letzter Hand hat der Apk erst die Wendung einer Weissagung gegen das römische Imperium und den Kaiserkult gegeben“.
Auf der Basis der Zusammenfassung Boussets zum Wandel der Auffassung über die Autorenschaft, die – auch im Hinblick auf Angaben antiker Autoren (Sueton) und von Kirchenvätern (vor allem Irenäus von Lyon) – die Regierungszeit Domitians (81–96) in den Fokus rückte, wird heute diese Zeit bevorzugt als Entstehungszeit der Offenbarung angenommen.
- Nach Ulrike Riemer (1998) gibt es „keinen vernünftigen Grund, an der Datierung des Irenäus auf die Zeit um 95 n. Chr. zu zweifeln“.[18] Die Mehrheit der Autoren halte an dieser Datierung fest. Riemer nennt 37 europäische Publikationen.[19]
- Auch Traugott Holtz sieht die Datierung auf ca. 95 n. Chr. „weitgehend als zutreffend akzeptiert. [… Wobei] eine Datierung der Offb. in ihrer uns vorliegenden Gestalt […] auf das Ende des 1. Jh. nun aber die Vermutung nicht ausschließt, daß Textstücke in sie vom Verfasser integriert sind, die bereits durch ihn selbst oder auch andere erstellt waren und die dadurch Signale einer anderen Ursprungssituation in sich tragen.“[20]
- Akira Satake, Bearbeiter der aktuellen Ausgabe des Kritisch-exegetischen Kommentars, 2008, legt ebenfalls die Angabe des Irenäus zugrunde („am Ende der Herrschaft Domitians“) und sieht „dieses Datum […] von einer Anzahl weiterer Kirchenväter bestätigt (Clemens von Alexandria, Origenes, Victorinus von Poetovio, Eusebius von Caesarea, Pseudo-Augustinus, Hieronymus)“ (im Zitat mit Angabe der Textstellen).[21] Auch „die Legende vom wiederkommenden Nero [… setzt] die Entstehung des Buches nach Neros Tod (voraus). […] Zweitens setzt die Benennung Roms als Babylon voraus, dass es wie einst Babylon Jerusalem bereits zerstört hat; das Buch kann deshalb nicht vor 70 entstanden sein.“[22]
- Elaine Pagels, 2013, äußert sich vorsichtig: „[…] am wahrscheinlichsten ist die Zeit um 68 n. Chr. oder zwischen 90 und 96 n. Chr. Es gibt zwar keinen sicheren Beleg dafür, aber mir erscheint letzteres Datum plausibler.“[23]

Als Spätdatierung wird die neuerdings auftretende Annahme gewertet, die Abfassung sei erst in trajanischer Zeit (98–125) oder gar unter Hadrian („um 132 n. Chr.“) erfolgt. Diese vor allem zeitgeschichtliche bzw. am Kaiserkult orientierte Argumentation hält Satake für „nicht überzeugend“.

## Inhalt
1. Vorwort 1,1–3
2. Sieben Sendschreiben 1,4–3,22

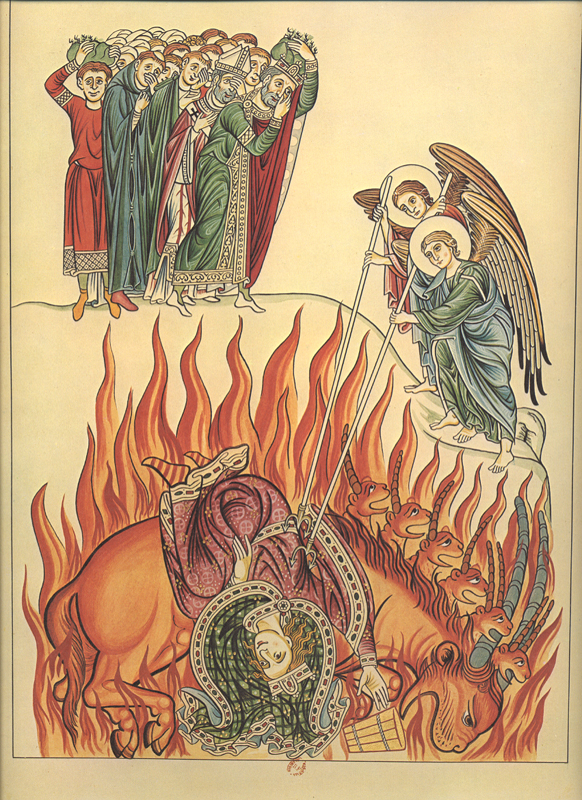
Die Hure Babylon, Darstellung aus dem Hortus Deliciarum der Herrad von Landsberg, um 1180

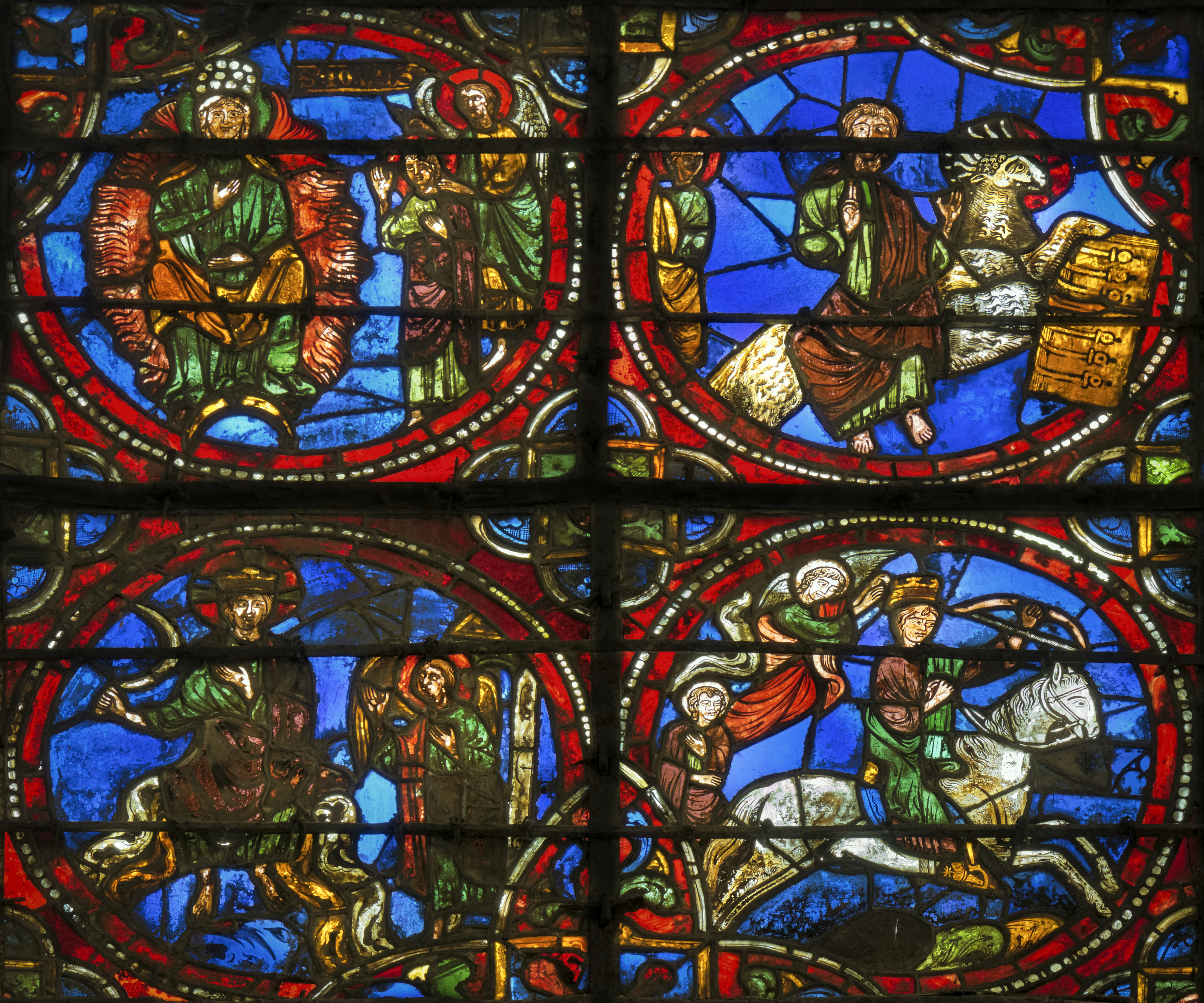
Vier Szenen aus der Offenbarung, Bleiglasfenster in der Kathedrale von Auxerre, um 1240

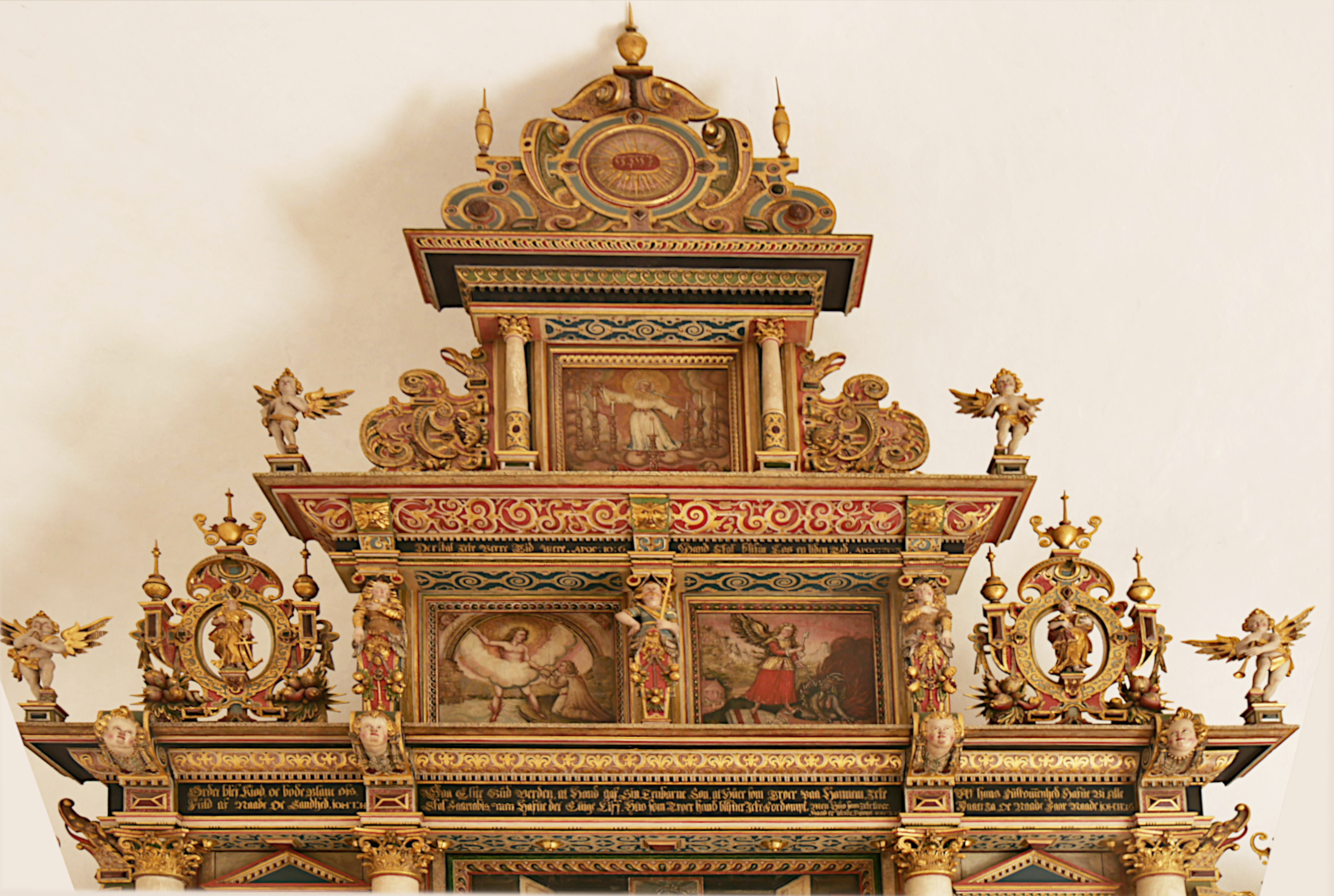
Sehr seltene Darstellung von Szenen der Offenbarung in einem Altar. Hier in der Kirche von Kolby, 1550

  1. Briefliche Einleitung – Gruß an die sieben Gemeinden 1,4–8
  2. Die Beauftragungsvision 1,9–20
Johannes bekommt vom himmlischen Christus in einer Vision den Auftrag, alles aufzuschreiben.
  3. An die Gemeinde in Ephesus 2,1–7
  4. An die Gemeinde in Smyrna 2,8–11
  5. An die Gemeinde in Pergamon 2,12–17
  6. An die Gemeinde in Thyatira 2,18–29
  7. An die Gemeinde in Sardes 3,1–6
  8. An die Gemeinde in Philadelphia 3,7–13
  9. An die Gemeinde in Laodizea 3,14–22
3. Prophetische Visionen 4,1–22,5
  1. Vision vom thronenden Gott im Himmel 4,1–11
Um den Thron Gottes, von dem Blitze, Stimmen und Donner ausgehen, stehen weitere 24 Throne, auf denen die 24 Ältesten sitzen. Ringsum stehen sieben Fackeln und vier Lebewesen (Gestalten) voller Augen (Löwe, Stier, Mensch, Adler).
  2. Das Buch mit den sieben Siegeln 5,1–14
Das Lamm bekommt von Gott eine siebenfach versiegelte Buchrolle
  3. Die Öffnung der sieben Siegel 6,1–8,1
    1. Die ersten vier Siegel (die vier apokalyptischen Reiter) 6,1–8
      1. Das erste Siegel 6,1–2
Ein weißes Pferd erscheint, der Reiter (der Sieger) hat einen Bogen
      2. Das zweite Siegel 6,3–4
Ein feuerrotes Pferd erscheint, der Reiter hat ein Schwert
      3. Das dritte Siegel 6,5–6
Ein schwarzes Pferd erscheint, der Reiter hat eine Waage
      4. Das vierte Siegel 6,7–8
Ein fahles Pferd erscheint, der Reiter heißt „der Tod“ und bekommt die Macht zu töten über ein Viertel der Erde

    2. Die letzten drei Siegel 6,9–8,5
      1. Das fünfte Siegel 6,9–11
Es erscheinen die Seelen der Märtyrer, welche ein Gericht verlangen
      2. Das sechste Siegel 6,12–17
Nach Erdbeben und kosmischen Erscheinungen wird der Himmel wie eine Buchrolle zusammengerollt. Die Menschen verbergen sich in den Bergen.
      3. Die Bewahrung der Gemeinde 7,1–17
144000 Gottesknechte aus zwölf Stämmen Israels bekommen ein Siegel auf die Stirn. Eine unzählige Menschenschar aus allen Nationen sammelt sich mit Palmzweigen um den Thron Gottes und das Lamm führt sie zu Wasserquellen des Lebens.
      4. Das siebte Siegel 8,1–5
Es tritt eine halbe Stunde Stille im Himmel ein. Danach bekommen sieben Engel sieben Posaunen.

  4. Blasen in die sieben Posaunen 8,6–11,19
    1. Die ersten vier Posaunen 8,6–13
      1. Die erste Posaune 8,7
Hagel und Feuer mit Blut vermischt fallen aufs Land. Ein Drittel der Erde wird verbrannt.
      2. Die zweite Posaune 8,8–9
Ein brennender Berg fällt ins Meer. Ein Drittel der Lebewesen im Meer und ein Drittel der Schiffe werden vernichtet.
      3. Die dritte Posaune 8,10–11
Ein Stern namens „Wermut“ fällt in Flüsse und Quellen. Ein Drittel des Wassers wird bitter und viele Menschen sterben durch das Wasser.
      4. Die vierte Posaune 8,12–13
Die Sonne, der Mond und die Sterne verlieren ein Drittel ihrer Leuchtkraft. Ein Adler ruft drei mal „Wehe“.

    2. Die letzten drei Posaunen (die drei „Wehe“) 9,1–11,19
      1. Die fünfte Posaune 9,1–12
Der Schacht des Abgrunds wird geöffnet. Es kommen Heuschrecken mit ihrem König Abaddon daraus, um die Menschen ohne Gottessiegel fünf Monate lang zu quälen.
      2. Die sechste Posaune 9,13–21
Es werden vier am Euphrat gefesselte Engel losgebunden. Ein Drittel der Menschheit wird durch Feuer, Rauch und Schwefel aus Mäulern abertausender Pferde, getötet. Trotzdem wollen sich die übrigen Menschen nicht bekehren.
      3. Auftrag der Prophetie des Endgeschehens 10,1–11,2
Ein Engel mit einem Büchlein kommt vom Himmel herab und gibt es dem Johannes zum Essen. Dann bekommt Johannes einen Messstab zur Vermessung des Tempels Gottes.
      4. Das Zeugnis der beiden Propheten 11,3–14
Zwei mächtige Propheten legen 1260 Tage lang Zeugnis ab. Getötet durch das Tier bleiben sie dreieinhalb Tage auf der Straße ohne Begräbnis liegen, dann werden sie auferweckt und steigen in den Himmel auf. Dabei stürzt ein Zehntel der Stadt ein und 7000 Menschen kommen um.
      5. Die siebte Posaune 11,15–19
Die 24 Ältesten loben Gott, dass er die Herrschaft angetreten hat. Der Tempel Gottes wird geöffnet, und die Bundeslade wird sichtbar. Es kommt ein Beben und schwerer Hagel.

  5. Der Kampf Satans gegen das Volk Gottes 12,1–14,5
    1. Ein großes Zeichen wird gesehen: Die Frau und der Drache („Der Mythos der Apokalypse“)[26] 12,1–18
Es erscheinen eine gebärende Frau und ein Drache mit sieben Köpfen und zehn Hörnern, der das Kind verschlingen will. Die Frau gebiert einen Sohn und flieht in die Wüste für 1260 Tage. In einem Kampf im Himmel besiegen Michael und seine Engel den Drachen und seine Engel und stürzen sie auf die Erde. Der Drache schafft es nicht, die Frau mit einem Strom Wasser zu besiegen, weil die Erde das Wasser verschlingt. Der Drache beschließt, Krieg gegen die Nachkommen der Frau zu führen, und geht an den Strand des Meeres.
    2. Die beiden Tiere 13,1–18
Ein Tier mit zehn Hörnern und sieben Köpfen steigt aus dem Meer. Es bekommt für 42 Monate Macht über alle Völker, lästert Gott und bekämpft die Heiligen. Ein anderes Tier mit zwei Hörnern, der falsche Prophet, steigt aus der Erde. Es bringt die Menschen dazu, das erste Tier anzubeten, und zwingt sie, sich mit der Zahl seines Namens, 666, zu kennzeichnen.
    3. Das Lamm und die Seinen 14,1–5
Das Lamm steht auf dem Berg Zion. Bei ihm sind 144000 Menschen, die seinen und seines Vaters Namen auf der Stirn tragen. Die 144000, die jungfräulich sind, singen vor dem Thron Gottes ein neues Lied, das nur sie lernen konnten.

  6. Das Gericht 14,6–20,15
    1. Ankündigung des Gerichts 14,6–13
Drei Engel kündigen das jüngste Gericht, den Fall Babylons und die Bestrafung derer an, die das erste Tier anbeten. Eine Stimme ruft „Selig die im Herrn sterben“.
    2. Ernte und Weinlese 14,14–20
Weil die Frucht reif geworden ist, schleudert der Menschensohn eine Sichel auf die Erde. Ein Engel schleudert ein Winzermesser, um Trauben vom Weinstock zu ernten. Die Kelter des Zornes Gottes wird getreten und es strömt Blut daraus.
    3. Die sieben Engel mit den sieben letzten Plagen 15,1
    4. Die Überwinder des Tieres singen Gott ein Loblied 15,2–4
    5. Die sieben Schalen des Zorns Gottes 15,5–16,21
      1. Die Übergabe der Schalen 15,5–8
Die sieben Engel mit den sieben Plagen bekommen von einem der vier Lebewesen (Gestalten) sieben goldene Schalen gefüllt mit dem Zorn Gottes.
      2. Die erste Schale wird über das Land gegossen 16,2
An den Menschen mit dem Kennzeichen des Tieres bildet sich ein böses und schlimmes Geschwür.
      3. Die zweite Schale wird über das Meer gegossen 16,3
Das Meer wird zu Blut; alle Lebewesen im Meer sterben.
      4. Die dritte Schale wird über die Flüsse und Quellen gegossen 16,4–7
Das Wasser wird zu Blut.
      5. Die vierte Schale wird über die Sonne gegossen 16,8–9
Die Menschen verbrennen in der Hitze. Trotzdem bekehren sie sich nicht.
      6. Die fünfte Schale wird über den Thron des Tieres gegossen 16,10–11
Es kommt Finsternis über das Reich des Tieres. Die Menschen bekommen Angst, trotzdem lassen sie nicht von ihrem Treiben ab.
      7. Die sechste Schale wird über den Euphrat gegossen 16,12–16
Das Wasser im Euphrat trocknet aus. Drei unreine Geister aus dem Maul des Tieres und des falschen Propheten führen die Könige zu Harmagedon zum Kampf am großen Tag Gottes.
      8. Die siebte Schale wird über die Luft gegossen 16,17–21
Es folgen Blitze, Donner und ein gewaltiges Erdbeben. Die Städte stürzen ein, alle Inseln und Berge verschwinden. Gewaltige Hagelbrocken stürzen auf die Menschen herab und die Menschen verfluchen Gott.

    6. Die Hure Babylon und das Tier 17,1–18
Die Mutter der Huren (die Göttin Roms), betrunken vom Blut der Heiligen, sitzt auf einem scharlachroten Tier. Ein Engel verkündet den Fall der Frau und des Tieres.
    7. Der Untergang Babylons 18,1–8
Tod, Trauer, Hunger und Feuer kommen über die Stadt. Sie muss Prunk und Luxus gegen Qual und Trauer eintauschen.
    8. Die Klage über den Untergang Babylons 18,9–24
Die Könige, die Kaufleute und die Schiffsherren weinen und klagen. Freut euch ihr Heiligen, Gott hat die Stadt um euretwillen gerichtet.
    9. Jubel im Himmel und Ankündigung der Hochzeit des Lammes 19,1–10
    10. Der Reiter auf dem weißen Pferd (Christus) siegt über das Tier und den falschen Propheten 19,11–21
Dem Reiter, mit den Namen „Der Treue und Wahrhaftige“, „Das Wort Gottes“ und „König der Könige und Herr der Herren“, folgt das Heer des Himmels. Aus dem Mund des Reiters kommt ein scharfes Schwert. Die beiden Tiere und die versammelten Könige der Erde werden besiegt und in den See von brennendem Schwefel geworfen.
    11. Das Tausendjährige Reich 20,1–6
Ein Engel fesselt den Drachen (den Satan) und verschließt ihn für 1000 Jahre im Abgrund. Alle, die trotz Gefahr Jesus weiterhin bezeugten und getötet wurden, gelangen zum Leben (die 1. Auferstehung) und herrschen mit Christus zusammen.
    12. Der letzte Kampf und der endgültige Sieg über den Satan 20,7–10
Nach 1000 Jahren wird Satan freigelassen. Er sammelt alle Völker für den Kampf gegen die Heiligen. Feuer fällt vom Himmel und verzehrt sie. Der Satan wird in den See von brennendem Schwefel geworfen, wo auch das Tier und der falsche Prophet sind.
    13. Das Weltgericht 20,11–15
Erde und Himmel verschwinden. Das Buch des Lebens wird aufgeschlagen. Die restlichen Toten stehen auf und werden nach ihren Werken gerichtet. Wer nicht im Buch des Lebens verzeichnet ist, wird in den Feuersee geworfen. Der Tod und sein Reich (Unterwelt) werden in den Feuersee geworfen.

  7. Die neue Welt Gottes 21,1–22,5
Es entstehen ein neuer Himmel, eine neue Erde und das von einem Engel als Braut des Lammes präsentierte neue Jerusalem mit zwölf Toren und zwölf Grundsteinen, auf denen die Namen der zwölf Apostel stehen. Gott wohnt inmitten seines Volkes. Es gibt weder Tod noch Leid, auch keinen Tempel, denn Gott ist der Tempel. Vom Thron Gottes und des Lammes geht das Wasser des Lebens aus, an dem die Bäume des Lebens stehen.
4. Epilog 22,6–21
Selig ist, der die Worte dieses Buches bewahrt. Wer aber etwas dem Buch hinzufügt oder wegnimmt, dem wird Gott Plagen zufügen, und ihm Anteil am Baum des Lebens wegnehmen. Komm Herr Jesus (Maranatha)! Die Gnade des Herrn Jesus sei mit allen!

## Motive
Die Apokalypse ist eine zusammenhängende allegorische Komposition, die sich der zeitgenössisch etablierten, aber nicht notwendigerweise biblischen Symbolwerte von Tieren, Farben und Zahlen bedient. Der Autor greift umfänglich auf die alttestamentliche Prophetie (vor allem die Propheten Jesaja, Ezechiel und Daniel) und ihre Bildersprache zurück. Auch frühjüdische apokalyptische Motive sind vielerorts präsent.
Die Deutung der einzelnen Bilder oder Erzählungen ist oftmals umstritten. Beispielsweise wären die folgenden Bezüge möglich:
- Die 4 steht für eine kosmische Gesamtheit.
- Die 7 steht für Vollkommenheit. Entsprechend können auch die adressierten sieben Gemeinden als Stellvertreter der gesamten Christenheit verstanden werden.[28]
- Die 3,5 (Zeit, Zeiten und eine halbe Zeit = 3,5 Jahre = 42 Monate = 1260 Tage) steht für die zweite Hälfte der letzten Jahrwoche (siehe Daniel 11 und 12).
- Die 12 (ein Dutzend) war in der Antike Basis des gängigen Zählsystems, auf die auch die zwölf Stämme Israels und die zwölf Jünger Jesu zurückführbar sind.
- Die 42 Monate, in denen das Tier Macht über die Erde besitzen soll, stellen die Hälfte eines siebenjährigen Sabbatjahreszyklus dar.
- 666 ist der Zahlenwert, der den Namen des Tieres verschlüsselt (Offb 13,17-18 EU).
- Der Drache steht für Satan, alte Schlange und Teufel.
- Das Tier aus dem Meer kann auf die „totalitäre endzeitliche Staatsmacht“[29] bezogen werden.
- Das Tier vom Land kann als „Personifizierung des politischen Propagandaapparats“[29] verstanden werden.

## Kanonisierung
Die Offenbarung war in der alten Kirche sehr umstritten, besonders in den östlichen Teilen des Römischen Reichs. Eusebius von Caesarea berichtet im 4. Jahrhundert in seiner Kirchengeschichte, dass die Offenbarung des Johannes neben dem Hirten des Hermas, der Offenbarung des Petrus und dem Barnabasbrief von manchen zu den „unechten Schriften“, von anderen aber zu den unwidersprochenen Schriften gezählt werden (Buch III, Kap. 25). An anderer Stelle zitiert Eusebius Bischof Dionysius von Alexandrien (* vor 200; † 264/265), dass einige vor ihm die Offenbarung gänzlich verworfen hätten, er sich aber nicht traue, das Buch zu verwerfen, weil es viele andere hochschätzten, obwohl er selbst es für unverständlich halte (Buch VII, Kap. 26).
Erst mit dem 39. Osterfestbrief des Athanasius (367) wird die Apokalypse von fast allen damaligen Christen im Westen als gültiger Teil des Bibelkanons anerkannt. In den gegenwärtigen Ostkirchen wird die Offenbarung als einzige neutestamentliche Schrift nie im Gottesdienst verlesen. Da die Liturgie insgesamt als Offenbarung verstanden wird, bedeutet dies einen in der Praxis nicht voll kanonischen Status der Offenbarung. Die Syrisch-Orthodoxe Kirche erkennt die Offenbarung des Johannes überhaupt nicht an und druckt sie auch in ihren Bibeln nicht ab.

## Textüberlieferung und Stil
Möglicherweise wegen der Diskussion um ihre Kanonizität wurde die Offenbarung seltener abgeschrieben als die anderen Bücher des Neuen Testaments. Von den 320 erhaltenen Unzialen bietet nur ein rundes Dutzend Texte aus der Offenbarung und auch davon nur ganz wenige den gesamten Text.
Das Griechisch der Offenbarung ist mit Semitismen versetzt und weicht des Öfteren von der üblichen Grammatik der Koiné ab. Im Stil und in der Wortwahl zeigen sich auch Unterschiede zu allen anderen Büchern des Neuen Testaments. Hinzu kommt, dass wegen der schwer deutbaren Aussagen beim Abschreiben häufiger als sonst in die Textüberlieferung eingegriffen wurde; entsprechend zeigen sich starke Abweichungen im überlieferten Textbestand. Von allen Büchern des Neuen Testaments ist es das Buch mit den größten textkritischen Problemen. Abweichend zu den übrigen Teilen des Neuen Testaments gilt der Codex Alexandrinus als wichtigster Textzeuge noch vor dem Codex Sinaiticus, während beim Codex Vaticanus der Schluss verlorenging und der Text der Offenbarung somit nicht erhalten ist.

## Rezeption und Wirkungsgeschichte

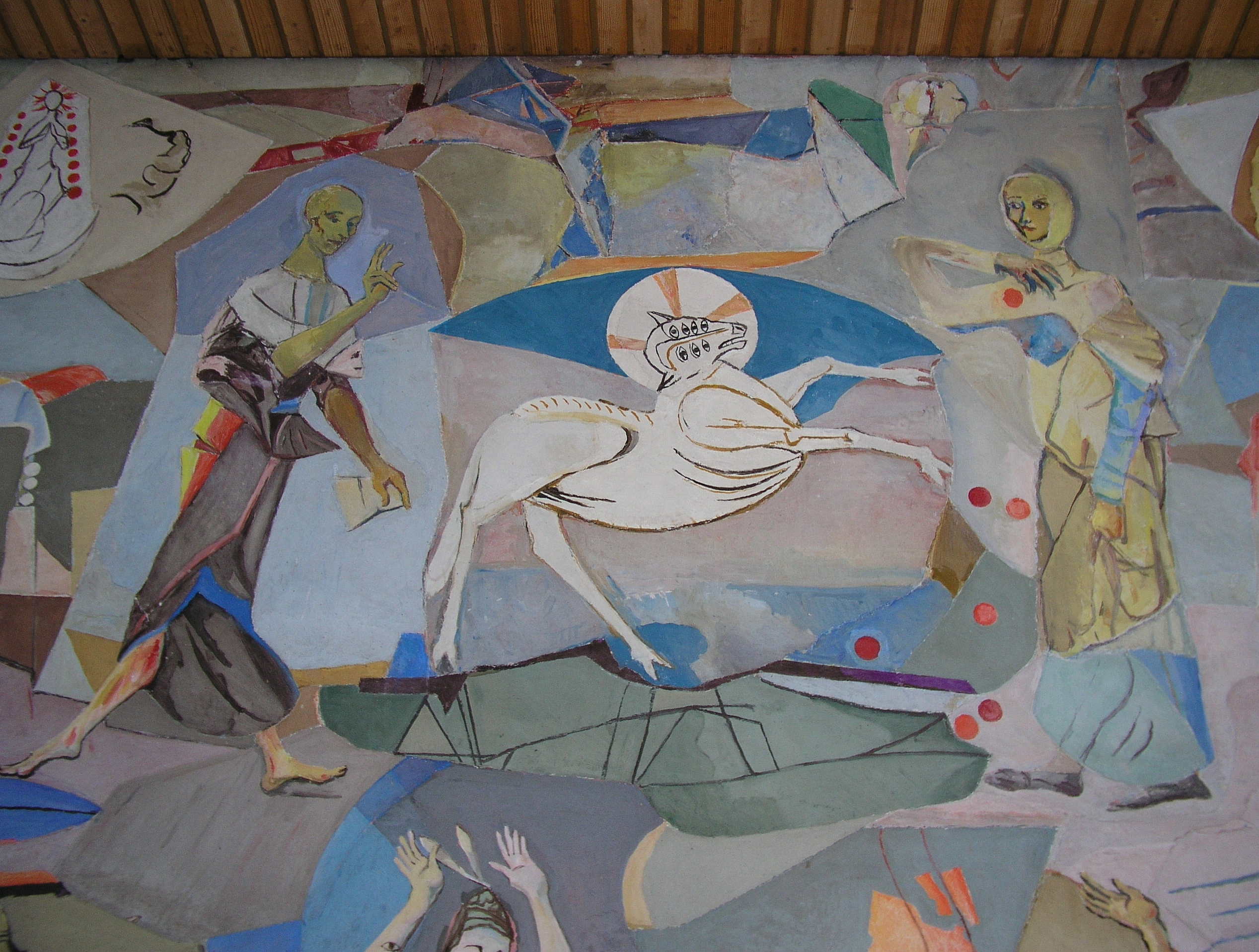
„Das springende Lamm Gottes mit den sieben Augen, umgeben von zwei Engeln“, Fresko von Herbert Boeckl, Nordwand der Engelkapelle, Basilika Seckau

In den allgemeinen Sprachschatz eingegangen sind die Wendungen:
- Buch mit sieben Siegeln, vgl. Offb 5.
- Das A und O bezieht sich auf Offb 22,13: „Ich bin das Alpha und Omega, der Erste und der Letzte, der Anfang und das Ende.“
- Lamm Gottes: Christus als Lamm Gottes wird in der Liturgie angerufen und ist ein häufiges Bildmotiv in der Kunst geworden. Das Motiv wird auch vom Johannesevangelium verwendet (Joh 1,29 EU, Joh 1,36 EU) und bezieht sich höchstwahrscheinlich auf Weissagungen aus dem Buch Jesaja (Jes 53,7 EU).
- Die „Zahl des Tieres“, 666, ist heutzutage sehr bekannt, insbesondere in Verbindung mit Satanismus und Darstellungen von Dämonismus.

In der Exegese hat die Auffassung, das Tier mit der Zahl 666 sei mit Kaiser Nero zu identifizieren, die weiteste Verbreitung gefunden. Zählt man die Zahlenwerte der hebräischen Buchstaben seines Namens (נרון קסר neron kesar) zusammen, kommt man auf 666. Eine Verschlüsselung sei allerdings – so ein allegorisierendes Argument für die Frühdatierung – nur dann notwendig und sinnvoll gewesen, solange Nero noch am Leben war. Allein über Nero seien als einzigen römischen Kaiser mehrere Zahlenrätsel überliefert.
In der Ostkirche wurde die Apokalypse wenig beachtet, in der Westkirche war die Ansicht über die Schrift positiver. Dennoch diskutiert die Theologie die Bedeutung der Offenbarung des Johannes bis heute. Auch Martin Luther wusste mit ihr wenig anzufangen. Er hielt sie „weder für apostolisch noch für prophetisch“: 

„Denn es gebührt auch dem apostolischen Amt, klar verständlich und ohne Bild oder Gesicht von Christus und seinem Tun zu reden. [… M]ein Geist kann sich in das Buch nicht schicken, und ist mir dies Ursache genug, dass ich sein nicht hochachte, dass Christus drinnen weder gelehret noch erkannt wird.“

In verschiedenen Gruppen spielte immer wieder der Begriff des Tausendjährigen Reichs (Offb 20,4 ) eine besondere Rolle, der im Nationalsozialismus sogar politisch umgedeutet wurde. Heute wird die Offenbarung besonders im Glaubensverständnis chiliastischer Gruppierungen wie der Zeugen Jehovas, der Christadelphians und der Adventisten berücksichtigt.
Neben Daniel, Ezechiel, den Endzeitreden Jesu in den synoptischen Evangelien sowie dem ersten und dem zweiten Thessalonicher-Brief des Paulus hat die Offenbarung des Johannes größten Einfluss auf die Entwicklung der Eschatologie ausgeübt.
Außerhalb der jüdisch-christlichen Tradition findet sich eine allegorisch geleitete Interpretation der Offenbarung des Johannes in der Schrift Beantwortete Fragen des Bahaitums, das vom Offenbarungscharakter der biblischen Quellen ausgeht.
Der amerikanische Theologe Charles C. Ryrie hat vier verschiedene Auslegungstraditionen ausgemacht: die präteristische, die historische, die idealistische sowie die futuristische oder wörtliche Auslegung. Der Präterismus gehe davon aus, dass sich die Aussagen der Offenbarung bereits in den ersten christlichen Jahrhunderten erfüllt haben. Die historische Auslegung beziehe sie hingegen auf die gesamte Kirchengeschichte bis zum Ende der Zeiten. Für die idealistische Auslegung sei die Offenbarung eine bildhafte Darstellung, welche geistliche Prinzipien aufzeige. Bei der futuristischen Auslegung werde das Buch ab Kapitel 4 als Bericht von heute noch nicht eingetroffenen Ereignissen interpretiert.
Der Komponist Joachim Raff schuf das im Jahre 1882 in Weimar uraufgeführte Oratorium Welt-Ende – Gericht – Neue Welt, der Text spannt einen Bogen durch die gesamte Offenbarung. Der österreichische Komponist Franz Schmidt vertonte Teile des apokalyptischen Textes im Werk Das Buch mit sieben Siegeln. Das Oratorium wurde 1938 in Wien uraufgeführt. Der Vers „Das Lamm, das erwürget ist“ (5,12 ) erscheint als Schlusschor in der Bachkantate Ich hatte viel Bekümmernis. Derselbe Vers wird auch von Georg Friedrich Händel zum Abschluss seines Messias verwendet sowie von Louis Spohr in seinem Oratorium Die letzten Dinge.

## Kritik der Offenbarung des Johannes

### Nichttheologische Interpretationen
Die Bildersprache der Offenbarung hat über die Jahrhunderte hinweg nicht nur Kirchenväter und Theologen verschiedener Kirchen und Sekten, sondern auch weltliche Schriftsteller und Künstler angeregt, nach Interpretationen zu suchen. Der Interpretationsrahmen wird dabei sehr weit gefasst aufgrund der Annahme, dass eine wissenschaftliche Erklärung reinen Prophetien ohnehin nicht gerecht werden könne.
Nach Friedrich Engels ergriff das Christentum, wie jede andere große revolutionäre Bewegung von den Massen geschaffen, die Massen genauso wie der moderne Sozialismus: in Gestalt mannigfaltiger Sekten und noch mehr durch widersprechende individuelle Meinungen. Das Buch der Offenbarung sei nicht das dunkelste und geheimnisvollste, sondern das einfachste und klarste Buch des ganzen Neuen Testaments: nicht nur das einzige, von dem das Datum wirklich feststehe, sondern auch das älteste. Wie das Christentum im Jahre 68 ausgesehen habe, sehe man darin wie im Spiegel. Zwar hätten die Prophezeiungen des Buches „jetzt jegliche Bedeutung verloren, ausgenommen für einfältige Personen, die noch immer versuchen mögen, den Tag des letzten Gerichts auszurechnen. Jedoch als authentisches Bild eines beinah primitiven Christentums, von einem der ihren gezeichnet, ist das Buch mehr wert als alle übrigen Bücher des Neuen Testaments zusammengenommen.“

### Dogmatik
Nachdem „die Apokalypse zwischen 120 und 150 über nahezu die ganze Kirche verbreitet gewesen sei“ – nach Heinrich Kraft (1974) ein Umstand, da „sie als Werk des Apostels Johannes angesehen wurde“ –, geriet sie im Streit um die „neue Prophetie“ (Montanismus) in Kritik, da die „Gegner der Apokalypsen (auch der apokryphen Offenbarung des Petrus) den Büchern die apostolische Abfassung nicht glaubten“. Auch der spätere Konflikt, nachdem sich die Erkenntnis, dass es sich bei Evangelist und Apokalyptiker um verschiedene Personen handelte, durchgesetzt hatte und so die Apokalypse zu verwerfen sei, verlief im Sande: „Bei Eintritt in das Mittelalter ist dann alle Kritik an der Apokalypse verstummt, um erst in der Reformationszeit wieder aufzuleben.“ Anders als diese dogmatisch orientierten Auseinandersetzungen steht heute der Gottesbegriff im Mittelpunkt.

### Rückfall Offenbarung des Johannes
Die Apokalypse gleichsam als Rückfall vom Dasein und Wirken Jesu sah Georg Baudler: Es gebe nur noch den obsolet dualistischen Kampf wie exemplifiziert in Offb 20,10. An solchen Stellen träten jene alten Schichten des Alten Testaments hervor, wo das Dämonische noch eine Dimension Gottes sei. Insofern zähle die Offenbarung des Johannes – wie auch das Kreuz, das Kaiser Konstantin auf Helme und Schilde seiner Soldaten malen ließ (Baudler, „Stiergott“, S. 130) – zu den „Rückfälle[n] in der Wirkungsgeschichte der Jesuanischen Gottesoffenbarung“ (S. 123).

## Siehe auch

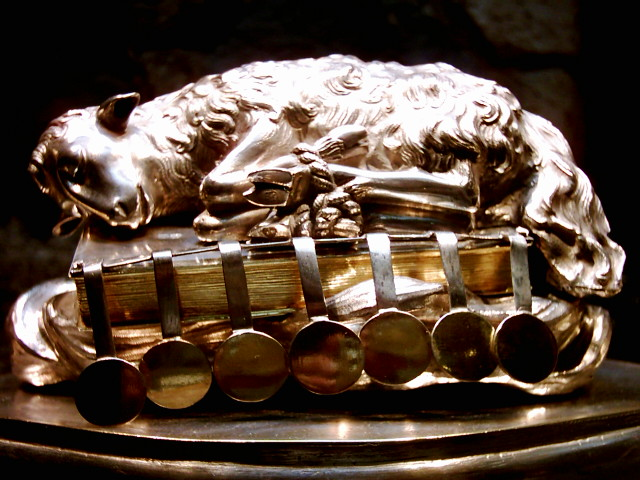
Apokalyptisches Lamm auf dem Buch mit sieben Siegeln, Johann Heinrich Rohr, um 1775

### Bibeltext
- Die Offenbarung des Johannes nach der Lutherbibel (2017), der Einheitsübersetzung (2016) und der Neuen Evangelistischen Übersetzung bei Bibleserver.com.
- Die einzelnen Kapitel der „Offenbarung“ als Audio-Dateien. (Streaming oder Download im Real-Media-Format sowie MP3, nach der Lutherbibel, Ausgabe 1956.)

### Sonstiges
- Friedrich Engels: Das Buch der Offenbarung 1883[14]
- Michael Brenner: Meditationen zur Johannes-Apokalypse. Mit Download-Möglichkeit der Bilder der Bamberger Apokalypse.
- Klaus Vogler: Bibelkundlicher Kurs. Die Offenbarung des Johannes. (reformierte Kirchen)
- Deutsche Bibelgesellschaft: Offenbarung des Johannes